# Френсіс Фолі
Френсіс (Френк) Едвард Фолі (англ. Francis Edward Foley, 24 листопада 1884, Гайбридж, Сомерсет — 8 травня 1958, Стаурбридж, Західний Мідленд, Велика Британія) — офіцер Таємної служби розвідки Великої Британії. Під час роботи в посольстві на посаді співробітника паспортного відділу в Берліні 1930-х років Фолі допоміг тисячам єврейських сімей виїхати з нацистської Німеччини до початку Другої світової війни.

## Біографія
Френк Фолі народився 24 листопада 1884 року в Гайбриджі, графство Сомерсет у бідній родині, навчався в єзуїтському колледжі Стонігерст у Ланкаширі. Він був глибоко релігійним католиком і збирався стати священником. Після закінчення коледжу Фолі навчався три роки в семінарії Пуатьє у Франції.
Коли почалася Перша світова війна, він вивчав філософію в Гамбурзі. Фолі виїхав з Німеччини через Нідерланди та вступив до британської армії. Був тяжко поранений у легені під час боїв у Франції, після цього його евакуювали до Великої Британії. Після закінчення війни Фолі деякий час служив у Військовій міжсоюзній контрольній комісії в Кельні. У 1921 році він вийшов у відставку, після чого йому запропонували роботу в британській розвідці.
У 1922 році Фолі у званні лейтенанта прибув до Берліна як офіцер розвідки для роботи в британському посольстві з протидії комуністичній діяльності. Для прикриття основної діяльності його було офіційно призначено на посаду головного співробітника відділу паспортного контролю. При цьому Фолі отримав широкі повноваження для розв'язанні питання про допуск іноземців до Британської імперії. На цій посаді він перебував до початку Другої світової війни.
Після приходу нацистів до влади в 1933 році акцент на роботі Фолі змістився на контроль за переозброєнням Німеччини. Одночасно він почав надавати допомогу євреям, які через нацистські переслідування хотіли емігрувати з Німеччини. Особливо ця діяльність активізувалася після погромів Кришталевої ночі в листопаді 1938 року. Після початку війни Фолі повернувся до Великої Британії.
Протягом Другої світової війни Фолі керував відділом A1 розвідки на території Норвегії та Німеччини. У травні 1941 року брав участь у допитах заступника фюрера Рудольфа Гесса, який перелетів до Великої Британії. Фолі рятував золотий запас Норвегії від нацистів, перевербував ряд німецьких агентів, брав участь у розробці операції «Бодігард» — кампанії з дезінформації німецького командування перед вторгненням союзників до Нормандії та інших важливих операцій. З 1945 до 1947 рік він займався пошуком колишніх нацистів, а потім повернувся в Лондон, де до 1949 року продовжував роботу в МІ-6.
Після виходу у відставку у званні майора він з дружиною переїхав до Стаурбриджа. На пенсії Фолі займався садівництвом, жив усамітнено.
Помер від серцевого нападу 8 травня 1958 року.

## Допомога єврейським біженцям
Для імміграції до підмандатної Палестини з Німеччини здобувачеві необхідно було мати 1000 британських фунтів (приблизно 40 тисяч фунтів у цінах початку XXI століття). Більшість німецьких євреїв таких грошей не мала, зокрема тому, що нацисти блокували рахунки та конфісковували єврейські гроші. Фолі допомагав біженцям обходити цю перешкоду. Зокрема, він приймав як обґрунтування для видачі візи нічим не забезпечені гарантії видати такі гроші після прибуття до Палестини.
У 1938—1939 роках Фолі видав німецьким євреям безліч підроблених британських паспортів, що дозволило їм тікати до Великої Британії. Деяких він ховав у власному будинку, доки вони не покидали Німеччину. Фолі маніпулював британськими законами та службовими інструкціями заради допомоги зневіреним людям. Не маючи дипломатичного імунітету, Фолі з ризиком для свого життя відвідував концтабори та домагався звільнення євреїв. З початком Другої світової війни він залишив Німеччину, залишивши для євреїв безліч готових до видачі документів на еміграцію.

## Нагороди та визнання заслуг

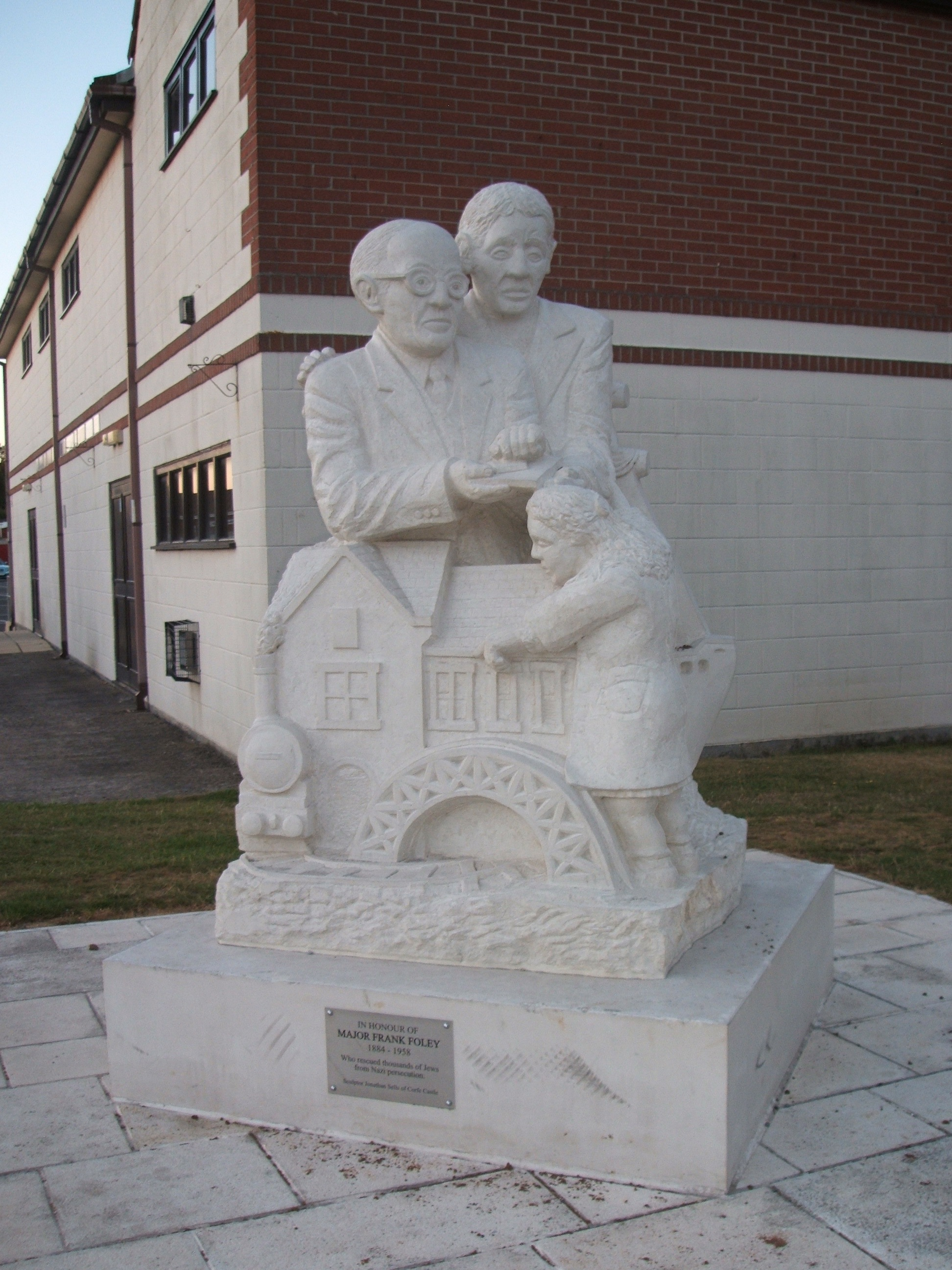
Пам'ятник Фолі в Гайбриджі

У 1959 році на згадку про Фолі його друзями та колегами був висаджений лісовий масив у районі кібуца Харель в Ізраїлі. Ім'я Фолі як рятівника євреїв називали свідки в 1960 році на судовому процесі над Адольфом Ейхманом.
Лише майже через 40 років історія Фолі здобула широку популярність завдяки журналісту «Дейлі телеграф» і колишньому військовому розвіднику Майклу Сміту, який опублікував у 1999 році книгу «Foley: The Spy who Saved 10 000 Jews». Фолі називали «британським Шиндлером» у зв'язку з великою кількістю врятованих євреїв.
Ізраїльський Інститут Катастрофи та героїзму «Яд Вашем» за допомогу в порятунку євреїв 25 лютого 1999 року надав Френку Фолі почесне звання Праведник народів світу. Також Фолі є кавалером Ордену Святого Михайла і Святого Георгія.
У 2004 році в берлінському посольстві, де працював Фолі, було встановлено меморіальну дошку. На батьківщині Фолі у Гайбриджі у 2005 році йому встановили пам'ятник. Ще одна меморіальна дошка була відкрита у Лондоні міністром закордонних справ Великої Британії Вільямом Гейґом у 2012 році.
У 2010 році британський уряд посмертно надав Фолі звання Британського героя Голокосту. Медаль була вручена Пет Данстан — племінниці Фолі.

## Сім'я
Фолі був одружений і мав дочку Урсулу. Його дружина Кетрін давала свідчення після його смерті про діяльність Фолі з порятунку євреїв. Вона пережила чоловіка на 21 рік і померла в 1979 році.